# Tihama
La Tihama (àrab: تهامة, Tihama) és una regió natural de la costa occidental de l'Aràbia Saudita i del nord del Iemen. Són les terres baixes entre la mar Roja i les muntanyes de l'interior que arriben a altures de vegades superiors als tres mil metres.
La Tihama s'inicia a l'altura del territori costaner situat al sud-oest de Taif i arriba fins a Hodeida al Iemen. Les principals ciutats són, de nord a sud per la costa: al-Lith, al-Kunfudha, Haly, al-Birk, al-Kahma, al-Shukayk, Darb, Umm al-Khashab, Sabya, Damad, Djayzan, Abu Arish, Maydi i al-Luhayya. A l'interior (de nord a sud) al-Nimas, Mahail, Abha, i Zahran.
Està dividida en tres parts:
- Tihama de l'Hijaz (Tihamat al-Hijaz)
- Tihama de l'Asir (Tihamat al-Asir)
- Tihama del Iemen (Tihamat al-Yaman)

## Història
La Tihama no té una història pròpia, ja que mai va formar una administració separada. S'esmenta una rebel·lió a la Tihama al primer quart del segle ix, sota el califa al-Mamun, que hi va enviar a Muhammad ibn Ziyad que va arribar el 819, va sufocar la revolta (de les tribus àrabs al-Ashair i Akk) pacificant la regió, i va fundar la ciutat de Zabid seguint ordes del califa. Muhammad ibn Ziyad va fundar la dinastia ziyàdida del Iemen que hauria durat uns dos segles, controlant gairebé tota la Tihama. La dinastia deixa de ser esmentada el 1018, seguint els najàhides (1021-1156), antics esclaus negres abissinis, que també van governar a la Tihama; foren substituïts pels màhdides que van dominar al sud de la Tihama incloent Zabid. Vers el 1069 els xerifs sulaymànides van assegurar el control de la part nord de la Tihama amb centre a Harad, i el van conservar fins al 1173. Van lluitar sovint contra els nadjàhides i després de 1064 contra el màhdida Abd-an-Nabí ibn Mahdí que va marxar al nord i va derrotar a un exèrcit sulaymànida manat per Wahhàs ibn Ghànim que va morir a la lluita; el seu germà Qàssim ibn Ghànim hauria demanat ajut dels aiúbides que van arribar el 1173 i van fer aliança amb els sulaymànides contra els màhdides; la conquesta efectiva pels aiúbides els va donar també el control de la Tihama de la qual els sulaymànides van desaparèixer del control efectiu. Després dels aiúbides (1173-1228) van seguir els rassúlides (1228-1454) sota els quals la Tihama del sud i el Iemen van formar una unitat efectiva on Zabid va esdevenir un pol de cultura i de religió. Els tahírides del Iemen (1454-1517) van tenir capital d'hivern a Zabid. Després va oscil·lar entre els imams zaidites del Iemen i els otomans, però tant els uns com els altres no li van dedicar gaire atenció.